# Bracon rugulifer
Bracon rugulifer är en stekelart som beskrevs av Van Achterberg och Ng 2009. Bracon rugulifer ingår i släktet Bracon och familjen bracksteklar. Inga underarter finns listade.